# Шантран
Шантран (фр. Chantrans) насеље је и општина у источној Француској у региону Франш-Конте, у департману Ду која припада префектури Безансон.
По подацима из 2011. године у општини је живело 418 становника, а густина насељености је износила 29,21 становника/km². Општина се простире на површини од 14,31 km². Налази се на средњој надморској висини од 640 метара (максималној 693 m, а минималној 430 m).

## Демографија
| 1962. | 1968. | 1975. | 1982. | 1990. | 1999. | 2011. |
| ----- | ----- | ----- | ----- | ----- | ----- | ----- |
| 226   | 271   | 240   | 292   | 298   | 319   | 418   |

График промене броја становника у току последњих година